# 프로티나
프로티나(영어: Proteina)는 단백질 간 상호작용(Protein-Protein Interaction, PPI) 분석 기술을 전문으로 하는 바이오 기술 기업이다.

## 역사
2015년 윤태영 서울대 생명과학부 교수가 한국과학기술원(KAIST) 교수로 재직하던 시절에 설립되었다.
2018년에서 2021년까지 시리즈 B(80억원)와 시리즈C(148억원)의 투자 라운드에서 LB인베스트먼트, 케이런벤처스, 미래에셋벤처투자, 아주IB투자 등이 투자하였으며 2023년에는 165억원 규모 프리IPO에서 LB인베스트먼트가 다시 투자하였고 한국산업은행, 패스웨이파트너스, 스틱벤처스 등이 참여했다.
2024년 한국투자증권을 주관사로 상장을 준비 중이며 기술성 평가에선 'A'와 'BBB' 등급을 받으며 기술특례상장 요건을 충족했다.
2025년 7월 29일, 코스닥 시장에 상장하였다.

## 제품
단백질과 단백질 사이의 상호작용(PPI·Protein-Protein Interaction)을 단일 분자 수준까지 분석할 수 있는 원천기술을 가지고 있으며 해당 기술로 발병 기전을 알아내고 의약품 효과 등을 파악할 수 있는 전용 플랫폼 ‘SPID(Single-molecule Protein Interaction Detection)’를 개발하고 세계 최초로 상용화했다.